# Żywiołaki
Żywiołaki – w fantastyce oraz ezoteryce istoty magiczne o nieokreślonym kształcie, utożsamiane z żywiołami (woda, ogień, ziemia, powietrze, czasami również lód, magma, energia, burza), stanowiące ich ucieleśnienie.
W grach komputerowych i literaturze fantasy powstają na skutek przywoływania przez druida bądź kogoś posiadającego taką umiejętność, np: elementalistę. Nadprzyrodzone moce żywiołaków związane są z siłami natury, które reprezentują.
Żywiołaki jako istoty magiczne po raz pierwszy zostały opisane przez Paracelsusa w XVI wieku:
- gnom – żywiołak ziemi,
- ondyna – żywiołak wody,
- sylf – żywiołak powietrza,
- salamandra – żywiołak ognia[1].